# Кастельфуліт-да-Ріубрагос
Кастельфулі́т-да-Ріубраго́с (кат. Castellfollit de Riubregós) - муніципалітет, розташований в Автономній області Каталонія, в Іспанії. Код муніципалітету за номенклатурою Інституту статистики Каталонії - 80608. Знаходиться у районі (кумарці) Анойя (коди району - 06 та AI) провінції Барселона, згідно з новою адміністративною реформою перебуватиме у складі Центральної баґарії (округи). 

## Населення
Населення міста (у 2007 р.) становить 194 особи (з них менше 14 років - 7,2%, від 15 до 64 - 67%, понад 65 років - 25,8%). У 2006 р. народжуваність склала 0 осіб, смертність - 2 особи, зареєстровано 4 шлюби. У 2001 р. активне населення становило 106 осіб, з них безробітних - 7 осіб.

Серед осіб, які проживали на території міста у 2001 р., 214 народилися в Каталонії (з них 146 осіб у тому самому районі, або кумарці), 6 осіб приїхало з інших областей Іспанії, а 2 особи приїхали з-за кордону. 

Університетську освіту має 7,7% усього населення. 

У 2001 р. нараховувалося 72 домогосподарства (з них 23,6% складалися з однієї особи, 18,1% з двох осіб,18,1% з 3 осіб, 15,3% з 4 осіб, 18,1% з 5 осіб, 5,6% з 6 осіб, 1,4% з 7 осіб, 0% з 8 осіб і 0% з 9 і більше осіб).

Активне населення міста у 2001 р. працювало у таких сферах діяльності : у сільському господарстві - 14,1%, у промисловості - 25,3%, на будівництві - 17,2% і у сфері обслуговування - 43,4%. 

 У муніципалітеті або у власному районі (кумарці) працює 51 особа, поза районом - 60 осіб.

### Безробіття
У 2007 р. нараховувалося 3 безробітних (у 2006 р. - 3 безробітних), з них чоловіки становили 0%, а жінки - 100%.

## Економіка

### Підприємства міста

#### Промислові підприємства
| \| Промислові підприємства міста, за сферою діяльності \| Промислові підприємства міста, за сферою діяльності \| Промислові підприємства міста, за сферою діяльності \| \| Рік \| 2002 р. \| 2001 р. \| \| --------------------------------------------------- \| --------------------------------------------------- \| --------------------------------------------------- \| \| Енергетичні та водні ресурси \| 0% \| 0% \| \| Хімія та метали \| 25% \| 25% \| \| Переробка металів \| 0% \| 0% \| \| Продукти харчування \| 50% \| 50% \| \| Текстиль \| 25% \| 25% \| \| Виробництво меблів, видання \| 0% \| 0% \| \| Інше \| 0% \| 0% \| \| Усього підприємств \| 4 \| 4 \| |         |         |
| Промислові підприємства міста, за сферою діяльності |         |         |
| Рік | 2002 р. | 2001 р. |
| Енергетичні та водні ресурси | 0%      | 0%      |
| Хімія та метали | 25%     | 25%     |
| Переробка металів | 0%      | 0%      |
| Продукти харчування | 50%     | 50%     |
| Текстиль | 25%     | 25%     |
| Виробництво меблів, видання | 0%      | 0%      |
| Інше | 0%      | 0%      |
| Усього підприємств | 4       | 4       |

#### Роздрібна торгівля
| \| Підприємства роздрібної торгівлі міста, за сферою діяльності \| Підприємства роздрібної торгівлі міста, за сферою діяльності \| Підприємства роздрібної торгівлі міста, за сферою діяльності \| \| Рік \| 2002 р. \| 2001 р. \| \| ------------------------------------------------------------ \| ------------------------------------------------------------ \| ------------------------------------------------------------ \| \| Продукти харчування \| 100% \| 100% \| \| Одяг та взуття \| 0% \| 0% \| \| Товари для дому \| 0% \| 0% \| \| Книги та періодичні видання \| 0% \| 0% \| \| Промислова хімічна продукція \| 0% \| 0% \| \| Продукція, пов'язана з транспортними засобами \| 0% \| 0% \| \| Інше \| 0% \| 0% \| \| Усього підприємств \| 2 \| 2 \| |         |         |
| Підприємства роздрібної торгівлі міста, за сферою діяльності |         |         |
| Рік | 2002 р. | 2001 р. |
| Продукти харчування | 100%    | 100%    |
| Одяг та взуття | 0%      | 0%      |
| Товари для дому | 0%      | 0%      |
| Книги та періодичні видання | 0%      | 0%      |
| Промислова хімічна продукція | 0%      | 0%      |
| Продукція, пов'язана з транспортними засобами | 0%      | 0%      |
| Інше | 0%      | 0%      |
| Усього підприємств | 2       | 2       |

#### Сфера послуг
| \| Підприємства міста, що працюють у сфері послуг, за діяльністю \| Підприємства міста, що працюють у сфері послуг, за діяльністю \| Підприємства міста, що працюють у сфері послуг, за діяльністю \| \| Рік \| 2002 р. \| 2001 р. \| \| ------------------------------------------------------------- \| ------------------------------------------------------------- \| ------------------------------------------------------------- \| \| Гуртова торгівля \| 16,7% \| 14,3% \| \| Готелі та готельний бізнес \| 33,3% \| 28,6% \| \| Транспорт та зв'язок \| 0% \| 0% \| \| Посередницькі фінансові послуги \| 16,7% \| 14,3% \| \| Послуги підприємствам \| 0% \| 0% \| \| Послуги фізичним особам \| 33,3% \| 42,9% \| \| Нерухомість та ін. \| 0% \| 0% \| \| Усього підприємств \| 6 \| 7 \| |         |         |
| Підприємства міста, що працюють у сфері послуг, за діяльністю |         |         |
| Рік | 2002 р. | 2001 р. |
| Гуртова торгівля | 16,7%   | 14,3%   |
| Готелі та готельний бізнес | 33,3%   | 28,6%   |
| Транспорт та зв'язок | 0%      | 0%      |
| Посередницькі фінансові послуги | 16,7%   | 14,3%   |
| Послуги підприємствам | 0%      | 0%      |
| Послуги фізичним особам | 33,3%   | 42,9%   |
| Нерухомість та ін. | 0%      | 0%      |
| Усього підприємств | 6       | 7       |

## Житловий фонд
У 2001 р. 1,4% усіх родин (домогосподарств) мали житло метражем до 59 м2, 6,9% - від 60 до 89 м2, 41,7% - від 90 до 119 м2 і
50% - понад 120 м2.

З усіх будівель у 2001 р. 41,5% було одноповерховими, 48,3% - двоповерховими, 10,2
% - триповерховими, 0% - чотириповерховими, 0% - п'ятиповерховими, 0% - шестиповерховими,
0% - семиповерховими, 0% - з вісьмома та більше поверхами.

## Автопарк
| \| Автомобілі, зареєстровані у місті, за призначенням \| Автомобілі, зареєстровані у місті, за призначенням \| Автомобілі, зареєстровані у місті, за призначенням \| \| Рік \| 2006 р. \| 2005 р. \| \| -------------------------------------------------- \| -------------------------------------------------- \| -------------------------------------------------- \| \| Приватні автомобілі \| 66,1% \| 64,7% \| \| Мотоцикли \| 1,6% \| 2,7% \| \| Вантажівки \| 27,6% \| 27,3% \| \| Трактори \| 2,1% \| 2,1% \| \| Автобуси та ін. \| 2,6% \| 3,2% \| \| Усього автомобілів \| 192 шт. \| 187 шт. \| |         |         |
| Автомобілі, зареєстровані у місті, за призначенням |         |         |
| Рік | 2006 р. | 2005 р. |
| Приватні автомобілі | 66,1%   | 64,7%   |
| Мотоцикли | 1,6%    | 2,7%    |
| Вантажівки | 27,6%   | 27,3%   |
| Трактори | 2,1%    | 2,1%    |
| Автобуси та ін. | 2,6%    | 3,2%    |
| Усього автомобілів | 192 шт. | 187 шт. |

## Вживання каталанської мови
У 2001 р. каталанську мову у місті розуміли 99,1% усього населення (у 1996 р. - 100%), вміли говорити нею 95% (у 1996 р. - 
98,3%), вміли читати 94,5% (у 1996 р. - 92,3%), вміли писати 87,2
% (у 1996 р. - 79,1%). Не розуміли каталанської мови 0,9%.

## Політичні уподобання
У виборах до Парламенту Каталонії у 2006 р. взяло участь 114 осіб (у 2003 р. - 148 осіб). Голоси за політичні сили розподілилися таким чином:
| \| Вибори до Парламенту Каталонії \| Вибори до Парламенту Каталонії \| Вибори до Парламенту Каталонії \| \| Рік \| 2006 р. \| 2003 р. \| \| -------------------------------------- \| ------------------------------ \| ------------------------------ \| \| Конвергенція та Єднання (CiU) \| 61,4% \| 52,7% \| \| Соціалістична партія Каталонії (PSC) \| 7% \| 7,4% \| \| Народна партія (PP) \| 7,9% \| 8,1% \| \| Ініціатива за зелену Каталонію (IC) \| 1,8% \| 2% \| \| Республіканська лівиця Каталонії (ERC) \| 19,3% \| 29,7% \| \| Громадянська партія (C's) \| 0% \| 0% \| \| Інші \| 2,6% \| 0% \| |         |         |
| Вибори до Парламенту Каталонії |         |         |
| Рік | 2006 р. | 2003 р. |
| Конвергенція та Єднання (CiU) | 61,4%   | 52,7%   |
| Соціалістична партія Каталонії (PSC) | 7%      | 7,4%    |
| Народна партія (PP) | 7,9%    | 8,1%    |
| Ініціатива за зелену Каталонію (IC) | 1,8%    | 2%      |
| Республіканська лівиця Каталонії (ERC) | 19,3%   | 29,7%   |
| Громадянська партія (C's) | 0%      | 0%      |
| Інші | 2,6%    | 0%      |